# ماركو ميلوسافلجيفيتش
ماركو ميلوسافلجيفيتش هو لاعب كرة قدم صربي في مركز الوسط، ولد في 21 أبريل 1985 في سميديريفو في صربيا. لعب مع FK ČSK Čelarevo ‏.

## وصلات خارجية
- ماركو ميلوسافلجيفيتش على موقع قاعدة بيانات كرة القدم.إي يو (الإنجليزية)
- ماركو ميلوسافلجيفيتش على موقع Soccerway.com (الإنجليزية)